# Nordea Kredit
Nordea Kredit er et dansk realkreditinstitut. 
Nordea Kredit Realkreditaktieselskab eller i daglig tale Nordea Kredit, er et dansk realkreditinstitut. Nordea Kredit blev etableret i 1993 og hed dengang Unikredit. Selskabet er i dag et datterselskab til det Finske selskab Nordea Bank Abp og betjender den danske del af koncernen med realkreditlån.
Nordea Kredit overhalede på kun 11 år BRFkredit og blev Danmarks tredjestørste realkreditselskab. Nordea Kredit havde ved udgangen af 2015 en samlet låneportefølje på 384 mia. kroner svarende til cirka 15 % af det totale marked.
Alle de obligationer Nordea Kredit udsteder er AAA ratede både ved Moody's og hos Standard & Poor's, dette er en rating svarende til den de danske statsobligationer har.

## Administrerende direktører
- 1993-1995 Gert Møller Nielsen
- 1995-2002 Erling Saaby Nielsen
- 2002-2007 Palle Ove Nielsen
- 2007-2014 Lars Bank Jørgensen
- 2014-2016 Charlotte Gullak Christensen
- 2016-2019 Peter Rüdiger Smith
- 2019-2020 Claus Henrik Greve
- 2020-2021 Kamilla Hammerich Skytte
- 2021-2021 Claus Henrik Greve
- 2021-          Morten Boni